# 백사대전
백사대전(白蛇傳說之法海, White Snake)은 홍콩에서 제작된 정소동 감독의 2011년 무협, 액션, 판타지 영화이다. 이연걸 등이 주연으로 출연하였고 최보주 등이 제작에 참여하였다.

## 출연

### 주연
- 이연걸
- 황성의
- 비비안 수
- 임봉

### 조연
- 채탁연
- 문장
- 강무
- 두문택
- 임설
- 나가영
- 양천화

## 제작진
- 시각효과: 류희정
- 시각효과: 에디 웡
- 시각효과: 로우 와이 호
- 시각효과: 나위호
- 시각효과: 김용우
- 시각효과: 김태훈
- 시각효과: 양일석
- -무술감독: 정소동
- 의상: 장숙평